# Luxroots
 (mars 2022).
Luxroots est un projet ayant pour objet la saisie systématique et standardisée en ligne des données essentielles des actes d'état civil de 1795 à 1923 (naissances, mariages, décès) et des registres paroissiaux de 1600 à 1800 (baptêmes, mariages, décès) du Grand-Duché de Luxembourg et des zones limitrophes belges, allemandes et françaises. À long terme, les données des territoires de l'ancien Duché de Luxembourg cédés à la France en 1659 par le traité des Pyrénées et formant désormais le Luxembourg français, une dénomination maintenue jusqu'en 1790, devraient également être saisies.

## Initialement un site web privé
Le point de départ du projet est une initiative privée de Georges Eicher  lancée en 2000 avec le site georges-eicher.com. Au fil du temps, d'autres personnes intéressées par la généalogie ont rejoint le projet. Fin 2006, le site privé de Georges Eicher est devenu le site luxroots.com. Début janvier 2007, le site comptait quelque 35.000 actes de naissance saisis par désormais cinq collaborateurs bénévoles, dont Georges Eicher.

## La création d'une ASBL
Début 2014, le nombre des actes saisis se chiffrait 705.000 actes de naissance ou de baptême, 67.000 actes de mariages et 30.000 actes de décès. Le nombre des collaborateurs bénévoles était passé à 30 ; le nombre des abonnés au site était de 500.
Face à cette situation, il a été décidé de créer une ASBL qui pourrait prendre en charge la gestion du projet Luxroots et des sites internet associés. C'est ainsi qu'une ASBL, nommée : luxroots.com asbl, a été constituée le 16 juin 2014 par Georges Eicher, Serge Eicher et Alphonse Wiltgen. Les charges étaient réparties par après de la manière suivante : président : G. Eicher ; vice-président : A. Wiltgen ; secrétaire : S. Eicher.
Parallèlement, l'ASBL luxroots.club (luxroots.club, association de généalogie et d'histoire locale du Luxembourg, association à but non lucratif) a été constituée par Georges Eicher, Paulette Grun-Besch, Armand Serres et Alphonse Wiltgen.
En mars 2022, Luxroots comptait 79 collaborateurs bénévoles et quelque 1.600 abonnés. Le nombre des actes saisis était de 1.838.000 actes de naissance, 516.000 actes de décès et 312.000 actes de mariage.

## Littérature
- Stauch, Sammy, 2014. Die Wurzeln der Luxemburger: Neuer Verein in der Gemeinde Hesperingen gegründet. luxroots.com ist mehr als nur Ahnenforschung und soll eine Basis für die Wissenschaft darstellen. Luxemburger Wort 2014-10-21, Nr. 245, S. 33 (mywort Zentrum M3).

- Thibaut, Florence, 2015. Retrouver ses racines: Plus d’un million d’actes civils sur Luxroots.  Paperjam 2015-09-07. PDF

- Karier, Jeff, 2015. Die Vergangenheit lebt: Interview mit Georges Eicher von luxroots.com. Lëtzebuerger Journal 2015-10-01, S. 6.

- Eicher, Georges, 2022. Luxroots.org, keeping the past alive. Luxroots.com asbl (éditeur), 60 p. PDF